# 真養寺
真養寺（しんようじ）は、東京都荒川区南千住5丁目44-4にある日蓮宗の寺院。山号は運千山。旧本山は身延久遠寺、通師法縁。
万治2年（1659年）、現在の地に運千山自性院として創建される。この時、横浜の吉田新田開拓で知られる豪商・吉田勘兵衞（法名・運千院常清日凉）が寺地の寄付や鬼子母神堂・書院・庫裡の建立を行い、安藤伊賀守（重元、安藤重長の弟）が本堂を建て、山本氏が稲荷堂・山門を建立した。その後、江戸下谷にあった廣布山真養寺と合併、運千山真養寺と号した。
かつてここには日蓮宗の檀林が存在した。寛文11年（1671年）に建立された吉田勘兵衞（1611年 - 1686年）の先祖供養塔がある他、寺に隣接する墓地の北端には吉田勘兵衞の長男・吉太郎良春（秋性院良意日覚）を始祖とする吉田南家の墓が数基残る。

## 歴史
- 寛永2年（1625年）、台東区（下谷上野町[1]）に廣布山真養寺が創建[1][2]。開山は真行院日暁[1][5]。
- 万治2年（1659年）、現在地に運千山自性院が創建。横浜の吉田新田を開拓した吉田勘兵衛らの寄進による[2]。開山は自性院日身[1][5]。
- 元禄2年（1689年）、両寺を合併し運千山真養寺と改める。真養寺5世住持・速成院日圓が日身の後住となった[5]。
- 明治44年（1911年）、市区改正により境内が道路用地になったため墓地の移転、堂宇の改築を行う[7]。これにより境内が分断され、日光街道を挟んで墓地が位置することとなる。

## 周辺
- 西光寺 – 南千住5丁目
  - 金福稲荷神社
- 荒川区立第二瑞光小学校 – 南千住5丁目

## 交通アクセス
- JR東日本南千住駅より徒歩約7分（経路案内）。